# 姚應夢
姚應夢，字殿軒，號昂閣，為中國清朝武官官員，本籍廣東。姚應夢於1755年（乾隆20年）奉旨接替陳壎，於台灣地區擔任台灣水師協副將。而隸屬台灣鎮之下的此官職是台灣清治時期中的這階段，全台灣的海防軍事層級最高武將，其統帥三標水營，數千名水師兵勇。
| 前任： 陳壎 | 台灣水師協副將 1755年上任 | 繼任： 黃良 |